# Торговище (Волынская область)
Торговище (укр. Торговище) — село в Турийской поселковой общине Ковельского района Волынской области Украины.
До 2020 года входило в Турийский район.
Код КОАТУУ — 0725585304. Население по переписи 2001 года составляет 192 человека. Почтовый индекс — 44812. Телефонный код — 3363. Населённый пункт занимает площадь 0,676 км².